# Listă de obiecte artificiale pe Marte
Listă de obiecte artificiale care au ajuns pe suprafața planetei Marte. Greutatea totală a acestora este de 9,303 kg.

## Listă
| №  | Sondă                            | Țară              | Imagine | Aterizare         | Statut                                                      | Greutate | Coordonatele ateriz. | Note |
| -- | -------------------------------- | ----------------- | ------- | ----------------- | ----------------------------------------------------------- | -------- | -------------------- | --- |
| 1  | Mars 2                           | Uniunea Sovietică |         | 27 noiembrie 1971 | ~                                                           | 1210     | 4º N - 47º W         | Prima sondă care a atins suprafața planetei Marte. S-a prăbușit în timpul aterizării. |
| 2  | Mars 3                           | Uniunea Sovietică |         | 2 decembrie 1971  | ~                                                           | 1210     | 45° S - 158° W       | Prima sondă care a avut o aterizare lentă pe suprafața planetei. Semnalul a fost pierdut la 15 secunde după aterizare. |
| 3  | Mars 6                           | Uniunea Sovietică |         | 12 martie 1974    | ~                                                           | 635      | 29.9° S - 19,4° W    | Semnalul cu aparatul a fost pierdut în momentul funcționării motoarelor de frânare, la viteza de 61 m/s. |
| 4  | Viking 1                         | Statele Unite     |         | 20 iulie 1976     | Operațional 2245 soli. Ultimul contact pe 11 noiembrie 1982 | 657      | 22.48° N - 47,97° W  | Modulul de coborâre a funcționat până în 1982. "Vikingii" au timis pentru prima dată imagini color de calitate înaltă de pe suprafața planetei Roșii.                                                                                |
| 5  | Viking 2                         | Statele Unite     |         | 3 septembrie 1976 | Operațional 1281 soli. Ultimul contact pe 11 aprilie 1980   | 657      | 48.3° N - 225,99° W  | Sonda a luat probe de sol ca mostre pentru analiză a prezenței vieții. Rezultatele au fost destul de neașteptata - au relevat reactivitatea relativ ridicată a solului, însă urme clare a prezenței microorganismelor nu s-au găsit. |
| 6  | Mars Pathfinder                  | Statele Unite     |         | 4 iulie 1997      | Operațional 83 soli. Ultimul contact pe 27 septembrie 1997  | 360      | 19.3° N - 33,6° W    | Primul rover de succes pe Marte. A transmis un total de 16,500 fotografii, de asemenea a analizat 15 roci. |
| 7  | Mars Climate Orbiter             | Statele Unite     |         | 23 noiembrie 1999 | ~                                                           | 629      | necunoscut           | La intrarea în atmosfera planetei semnalul a fost pierdut. |
| 8  | Mars Polar Lander и Deep Space 2 | Statele Unite     |         | 3 decembrie 1999  | ~                                                           | 500      | 76° S - 195° W       | La intrarea în atmosfera planetei semnalul a fost pierdut. |
| 9  | Beagle 2                         | Marea Britanie    |         | 25 decembrie 2003 | ~                                                           | 69       | 10.6° N - 270° W     | Se presupune că aterizarea a fost reușită, însă aparatul nu a comunicat. |
| 10 | Spirit                           | Statele Unite     |         | 4 ianuarie 2004   | Operațional 2210 soli. Ultimul contact pe 22 martie 2010    | 1063     | 14.6° S - 175,48° O  | A aterizat în craterul Gusev, unde se presupune că în trecut a existat apă. |
| 11 | Opportunity                      | Statele Unite     |         | 25 ianuarie 2004  | Operațional (3141 soli pe 31 august 2012)                   | 1063     | 1.95° S - 354,47° O  | Roverul a aterizat cu succes. Continuă să fie funcționabil până în prezent. |
| 12 | Phoenix                          | Statele Unite     |         | 25 mai 2008       | Operațional 155 soli. Ultimul contact pe 2 noiembrie 2008   | 350      | 68.2° N - 125,7° W   | «Phoenix», a aterizat în regiunea Polului nordic marțian, a descoperit apă pe Marte. |
| 13 | Curiosity                        | Statele Unite     |         | 6 august 2012     | Operațional (31 august 2012)                                | 900      | 4.58° S - 137,43° O  | «Curiosity» a aterizat cu succes în craterul Gale, aici va cerceta straturile profunde ale solului marțian, care dezvăluie istoria geologică a planetei Roșii.                                                                       |